# کریگ (آلاسکا)
کریگ (به انگلیسی: Craig) شهری در ناحیه سرشماری پرینس آو ویلز-هایدر ایالت آلاسکا است که جمعیت آن در سرشماری سال ۲۰۰۰ میلادی ۱۳۹۷ نفر بوده‌است.